# Jean Antoine Arthur Gris
Jean-Baptiste Antoine Arthur Gris est un botaniste français né le 11 décembre 1829 à Châtillon-sur-Seine et mort le 18 août 1872 à Paris 5e.

## Biographie
Fils de Eusèbe Alexandre Gris et de Claudine Sébille Jean Antoine Arthur Gris naît le 11 décembre 1829 à Châtillon-sur-Seine
Il commence à travailler en 1855 dans le laboratoire dirigé par Adolphe Brongniart au Muséum national d'histoire naturelle. Il devient, en 1858, suppléant d’Hugh d’Algernon Weddell qu’il remplace en 1859 comme aide-naturaliste. La même année, il obtient son doctorat avec une thèse intitulée Recherches microscopiques sur la chlorophylle. Il devient l’assistant de Brongniart en 1864.
Il est l’auteur de 80 publications qu’il fait paraître principalement dans le Bulletin de la Société botanique de France et les Annales des sciences naturelles.
Il meurt le 18 août 1872, à son domicile 5 rue Guy-de-La-Brosse Paris 5e et est inhumé au cimetière du Père-Lachaise (22e division).

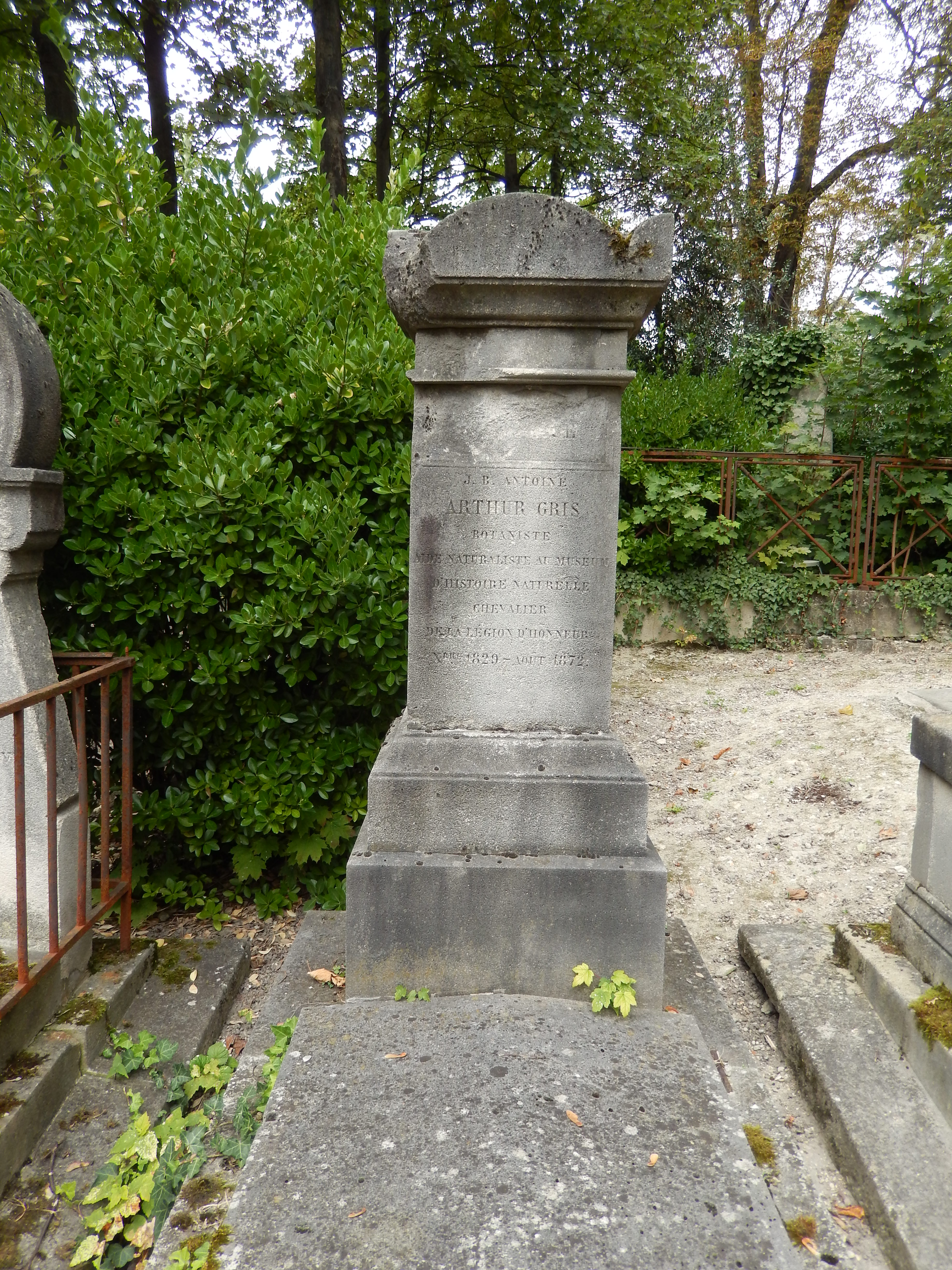
Tombe de Antoine Arthur Gris (cimetière du Père Lachaise, division 22)